# ベヘン酸
ベヘン酸（ベヘンさん、behenic acid）は、 直鎖飽和脂肪酸である。
ワサビノキから採れるモリンガ油の9%を占めており、この植物の根が収穫される月である、イラン暦のバフマンから名前が採られた。
ベヘン酸は菜種油やピーナッツ油に含まれる成分の1つである。アブラナやピーナッツの種子だけでなく殻にも含まれており、ピーナッツ殻1トン当たり約 6 kg のベヘン酸が含まれている。
食用油の成分中では、オレイン酸などよりも吸収されにくい。生物学的利用能は低いものの、血中コレステロール量を上昇させる作用があるため、過剰摂取に注意する必要がある。
ショートニングの原料となり、食品としての有用性が高い。
工業的には整髪料にも使われている。
カルボキシル基を還元するとドコサノールになる。